# 氯乙酸乙酯
氯乙酸乙酯是一种有机化合物，化学式为ClCH
2CO
2CH
2CH
3，它可由氯乙酸和乙醇在催化下的酯化反应制得。
它和4-溴苯酚在碳酸钾存在下于乙腈中回流反应，可以得到4-溴苯氧基乙酸乙酯。